# Pembroke Athleta Football Club
Il Pembroke Athleta Football Club è una società calcistica maltese con sede nella cittadina di Pembroke.
Il club, fondato nel 1962, nella stagione 2025-2026 nella National Amateur League, la terza serie del campionato maltese. Uscita dal dilettantismo nel 1994, ha partecipato a due edizioni del campionato di massima serie maltese nel 2015-16 e nel 2016-17.

## Palmarès

### Competizioni nazionali
- First Division: 1

2014-2015
- Third Division: 1

2011-2012